# Reiner Priggen

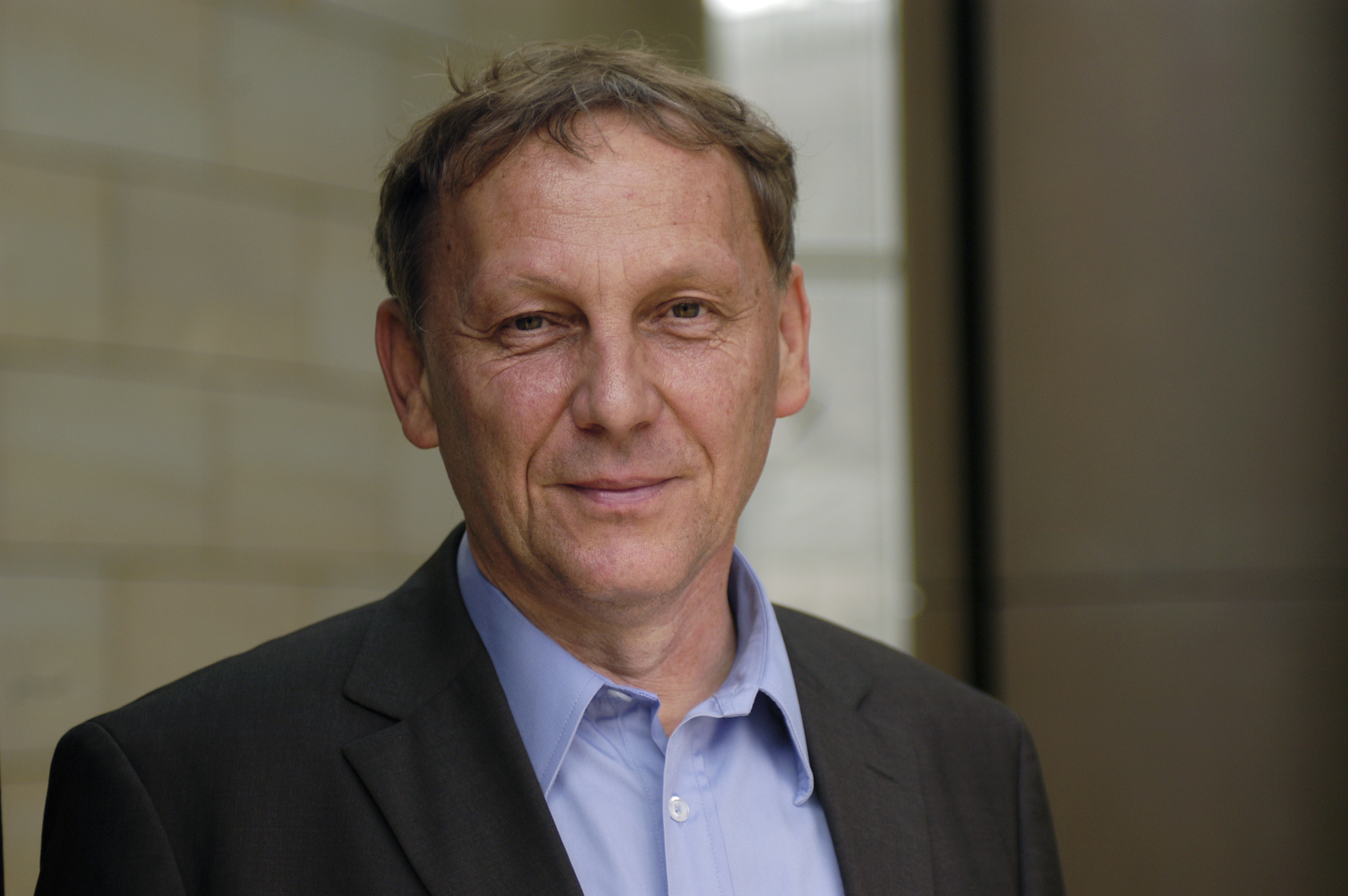
Reiner Priggen (2008)

Reiner Priggen (* 4. Februar 1953 in Sögel, Niedersachsen) ist ein deutscher Politiker der Partei Bündnis 90/Die Grünen, war Fraktionsvorsitzender der Grünen im Landtag Nordrhein-Westfalen und war von 2016 bis 2023 Vorstandsvorsitzender der Lobbyorganisation Landesverband Erneuerbare Energien NRW (LEE NRW).

## Ausbildung und Beruf
Nach seinem Abitur am Wilhelm-Hittorf-Gymnasium in Münster 1972 absolvierte Priggen von 1975 an ein Studium des Maschinenwesens an der RWTH Aachen, das er 1983 als Diplom-Ingenieur abschloss.
Von 1983 bis 1991 war er in einem mittelständischen Unternehmen im Spezial-Kältemaschinenbau in Bad Salzuflen tätig. Von 1992 bis 1994 arbeitete er im Umweltausschuss und Aufsichtsrat der Abfallwirtschaft GmbH in Aachen.

## Politische Karriere
Seit 1984 ist Priggen Mitglied der Grünen. Als Kommunalpolitiker wurde er im Kreistag des Kreises Lippe und im Landesverband Lippe tätig. Von 1994 bis 2000 war er Sprecher des Landesverbandes Nordrhein-Westfalen von Bündnis 90/Die Grünen. Priggen gehört dem realpolitischen Flügel seiner Partei an.
Reiner Priggen war vom 2. Juni 2000 bis 31. Mai 2017 Mitglied des Landtags Nordrhein-Westfalen und war dort bis 2010 stellvertretender Fraktionsvorsitzender, wirtschafts- und energiepolitischer Sprecher seiner Fraktion. Des Weiteren war er Vorsitzender der Enquetekommission zu den Auswirkungen steigender Öl- und Gaspreise. Von 1995 bis 2005 war er Mitglied im Koalitionsausschuss der rot-grünen Landesregierung.
Vom 14. Juli 2010 bis 2. März 2015 war er Fraktionsvorsitzender der Grünen im Landtag Nordrhein-Westfalen.
Am 24. März 2014 wurde Reiner Priggen die Ehrennadel des Westdeutschen Handwerkskammertags verliehen. 
2015 bis 2017 war Priggen Sprecher für Wirtschafts-, Mittelstands- und Handwerkspolitik der Grünen-Fraktion.
Zur NRW-Landtagswahl im Mai 2017 trat er nicht mehr an. 
Reiner Priggen wurde bei den turnusmäßigen Vorstandswahlen des Landesverband Erneuerbare Energien NRW e. V. (LEE NRW) am 6. Dezember 2016 einstimmig zum neuen Vorstandsvorsitzenden gewählt. Der LEE NRW ist die Lobbyorganisation vor allem der Windkraftindustrie, der Solarwirtschaft und damit verbundener Unternehmen. In dieser Funktion befürwortet er den Bau von Windkraftanlagen im Wirtschaftswald. 
Siehe auch Liste von Windkraftanlagen in Nordrhein-Westfalen
Am 23. August 2017 erhielt Reiner Priggen den Verdienstorden des Landes Nordrhein-Westfalen.

## Privates
Reiner Priggen ist mit der Grünen-Politikerin Gisela Nacken verheiratet, hat zwei Kinder und lebt in Aachen.

## Vereine und Ehrenamt
Priggen ist Mitglied des Bundes für Umwelt und Naturschutz Deutschland (BUND).